# ماريون أشمور
ماريون أشمور (بالإنجليزية: Marion Ashmore)‏ هو لاعب كرة قدم أمريكية أمريكي، ولد في 9 يوليو 1899 في إلينوي في الولايات المتحدة، وتوفي في 26 فبراير 1948 في أبردين في الولايات المتحدة.